# Phytomyza parvicella
Phytomyza parvicella är en tvåvingeart som först beskrevs av Daniel William Coquillett 1902.  Phytomyza parvicella ingår i släktet Phytomyza och familjen minerarflugor. Inga underarter finns listade i Catalogue of Life.